# Cody Wallace
(en) Statistiques sur pro-football-reference
Cody Layne Wallace (né le 26 novembre 1984 à Cuero) est un joueur américain de football américain. Il joue actuellement avec les Steelers de Pittsburgh.

## Enfance
Wallace étudie à la Cuero High School évoluant en Classe 3A du Texas. Il joue à divers postes de la ligne offensive. Le site Rivals.com le note trois étoiles sur cinq. Le coach de l'université A&M du Texas Dennis Franchione le remarque et lui propose une scolarité dans l'établissement, ce que Wallace accepte.

## Carrière

### Université
Il entre à l'université en 2003 et fait une saison comme redshirt. En 2004, il joue cinq matchs et est déterminé comme offensive guard remplaçant. L'année suivante, il obtient le poste de centre titulaire et joue tous les matchs de la saison. 
En 2006, il devient le capitaine de l'équipe et commence à attirer l'attention, notamment grâce à sa mention honorable de l'année précédente, et est nommé dans la seconde équipe de la saison de la conférence Big 12. Pour sa dernière année à l'université, les médias placent de grands espoirs en ce joueur. Il est finaliste du prestigieux Rimington Award et demi-finaliste du Draddy Trophy.

### Professionnel
Cody Wallace est sélectionné au quatrième tour du draft de la NFL de 2008 par les 49ers de San Francisco. L'entraîneur Mike Nolan, qui l'a entraîné pour le Senior Bowl déclarera que Wallace a été choisi pour ses talents de joueur de ligne offensif; il le comparera notamment à Jeremy Newberry. Wallace est nommé centre remplaçant d'Eric Heitmann. Le 23 juillet 2008, il signe un contrat de quatre ans avec San Francisco. Néanmoins, il est déclaré comme blessé et ne joue aucun match de sa saison de rookie. En 2009, il n'entre qu'au cours d'un seul match et est libéré à la veille de la saison 2010.
Le 22 septembre 2010, il signe avec l'équipe d'entraînement des Lions de Detroit mais il n'y reste pas longtemps et les Lions se séparent de lui le 3 octobre 2010. Dix jours après, il arrive dans l'équipe d'entraînement des Jets de New York avant que le 20 octobre, les Lions lui proposent un contrat pour intégrer l'équipe active (professionnel) qu'il accepte mais il ne joue là non plus aucun match.
Il est libéré par Detroit peu de temps après et il signe avec l'équipe d'entraînement des Texans de Houston avec qui il joue la pré-saison. Le 3 septembre 2011, il est libéré avant de revenir le 22 septembre.

## Palmarès
- Mention honorable de la conférence Big 12 2005
- Seconde équipe de la conférence Big 12 2006
- Capitaine des Aggies du Texas en 2006 et 2007
- Finaliste du Rimington Award 2007
- Demi-finaliste du Draddy Trophy 2007
- Co-joueur de ligne offensive de la conférence Big 12 2007
- All-American 2007 selon Playboy
- Seconde équipe de la conférence Big 12 selon ESPN